# Suffer Well
«Suffer Well» (en español, Sufre bien) es el cuadragésimo tercer disco sencillo del grupo inglés de música electrónica Depeche Mode publicado en 2006, aunque solo en Europa; el tercero desprendido del álbum Playing the Angel de 2005.
"Suffer Well" es un tema compuesto por el vocalista David Gahan, Andrew Phillpott y Christian Eigner, baterista en conciertos del grupo desde 1997, y tiene la particularidad de haber sido la primera canción no escrita por Martin Gore que Depeche Mode publicara como sencillo después de 25 años; el tema clásico de 1981 "Just Can't Get Enough" de Vince Clarke había sido el último.
La corta canción "Better Days" de Martin Gore fue el lado B. "Suffer Well" tuvo además numerosas ediciones promocionales de entre las cuales surgió una edición aislada en 12 pulgadas del tema "The Darkest Star".
La versión sencillo de la canción añade una pista de batería y es poco más corta.

## Descripción
El tema es una especie de rítmico rock electrónico, un poco fuera de la tendencia normal de Depeche Mode, desde luego por su origen al ser uno de los primeros temas compuestos por el vocalista David Gahan, sin embargo la prosaica guitarra interpretada por Martin Gore le da esa tonalidad típica de DM, para dar paso a una letra sobre autodestrucción y salir avante de los problemas repitiendo en su coro, “Sólo aguanta, Sufre bien, A veces es duro, Es duro decirlo”.
La musicalización es estrafalaria y rebuscada como las otras dos aportaciones del trío Gahan, Eigner, Phillpott, aunque rítmica, y suena en general poco electrónica salvo por el inicio y la coda, que están hechas con efectos de sintetizador. Si bien es una función corta su forma melódica le permitió popularizarse el ser lanzada como promocional.
Curiosamente lo que más llama la atención es la letra tan biográfica para el cantante, quien aprendió así a componer; solo tomando sus propias experiencias. En palabras del propio Gahan, a él le gusta entrar en un estudio con sus colaboradores y comenzar cada quien a aportar ideas, y conjugarlas hasta que poco a poco resulta en una canción, pues él mismo revela que no puede componer como lo hace Martin Gore.
La melodía ejecutada con guitarra por Martin Gore fue tomada del tema de 1986 con sintetizador "But Not Tonight", misma melodía que ya había tocado con guitarra en 2001 para el tema "Dream on".
La canción "Suffer Well" fue nominada en la categoría de "Mejor Grabación Dance" en la 49.ª Edición de los Premios Grammy pero perdió contra SexyBack de Justin Timberlake.

## Formatos

### En CD y DVD
| Mute CDBONG37 Suffer Well |               |          |  |
| N.º                       | Título        | Duración |  |
| 1.                        | «Suffer Well» | 3:56     |  |
| 2.                        | «Better Days» | 2:29     |  |

| Mute LCDBONG37 Suffer Well |                                           |          |  |
| N.º                        | Título                                    | Duración |  |
| 1.                         | «Suffer Well» (Tiga Remix)                | 6:28     |  |
| 2.                         | «Suffer Well» (Narcotic Thrust Bocal Dub) | 6:44     |  |
| 3.                         | «Suffer Well» (Alter Ego Remix)           | 6:14     |  |
| 4.                         | «Suffer Well» (M83 Remix)                 | 4:31     |  |
| 5.                         | «Suffer Well» (Metope Vocal Remix)        | 6:28     |  |
| 6.                         | «Suffer Well» (Metope Remix)              | 6:53     |  |

| Mute PCDBong37 Suffer Well |                                                     |          |  |
| N.º                        | Título                                              | Duración |  |
| 1.                         | «Suffer Well» (versión del álbum)                   | 3:56     |  |
| 2.                         | «Suffer Well» (Tiga Remix)                          | 6:31     |  |
| 3.                         | «Suffer Well» (Tiga Dub)                            | 5:32     |  |
| 4.                         | «Suffer Well» (Narcotic Thrust Vocal Dub)           | 6:45     |  |
| 5.                         | «Suffer Well» (Alter Ego Remix)                     | 6:10     |  |
| 6.                         | «Suffer Well» (Metope Remix)                        | 6:54     |  |
| 7.                         | «Suffer Well» (Metope Vocal Remix)                  | 6:30     |  |
| 8.                         | «Suffer Well» (M83 Remix)                           | 4:34     |  |
| 9.                         | «Suffer Well» (M83 Instrumental)                    | 4:34     |  |
| 10.                        | «Better Days» (Basteroid 'Dance is Gone' Vocal Mix) | 7:12     |  |
| 11.                        | «Better Days» (Basteroid 'Dance is Gone' Remix)     | 7:11     |  |

| Mute DVDBONG37 Suffer Well |                                                     |          |  |
| N.º                        | Título                                              | Duración |  |
| 1.                         | «Suffer Well» (video promocional)                   | 3:57     |  |
| 2.                         | «Suffer Well» (Alter Ego Dub)                       | 8:50     |  |
| 3.                         | «Suffer Well» (Basteroid 'Dance is Gone' Vocal Mix) | 7:12     |  |

### En disco de vinilo
7 pulgadas Mute BONG37  Suffer Well
| Lado A |                                    |          |  |
| N.º    | Título                             | Duración |  |
| 1.     | «Suffer Well» (Metope Vocal Remix) | 6:28     |  |

| Lado B |                                     |          |  |
| N.º    | Título                              | Duración |  |
| 1.     | «The Darkest Star» (Monolake Remix) | 5:54     |  |

12 pulgadas Mute 12BONG37  Suffer Well
| Lado A |                            |          |  |
| N.º    | Título                     | Duración |  |
| 1.     | «Suffer Well» (Tiga Remix) | 6:28     |  |
| 2.     | «Suffer Well» (Tiga Dub)   | 6:44     |  |

| Lado B |                                           |          |  |
| N.º    | Título                                    | Duración |  |
| 1.     | «Suffer Well» (Narcotic Thrust Vocal Dub) | 6:44     |  |

12 pulgadas Mute L12BONG37  Suffer Well
| Lado A |                                    |          |  |
| N.º    | Título                             | Duración |  |
| 1.     | «Suffer Well» (Metope Remix)       | 6:53     |  |
| 2.     | «Suffer Well» (Metope Vocal Remix) | 6:28     |  |

| Lado B |                                                     |          |  |
| N.º    | Título                                              | Duración |  |
| 1.     | «Suffer Well» (M83 Remix)                           | 4:31     |  |
| 2.     | «Better Days» (Basteroid 'Dance is Gone' Vocal Mix) | 7:09     |  |

12 pulgadas Mute XL12Bong37  The Darkest Star
| Lado A |                                   |          |  |
| N.º    | Título                            | Duración |  |
| 1.     | «The Darkest Star» (Holden Remix) | 7:47     |  |

| Lado AA |                                 |          |  |
| N.º     | Título                          | Duración |  |
| 1.      | «The Darkest Star» (Holden Dub) | 7:56     |  |

### Digital
| Sire/Reprise Suffer Well |                                                |          |  |
| N.º                      | Título                                         | Duración |  |
| 1.                       | «Suffer Well» (Tiga Remix Edit)                | 4:53     |  |
| 2.                       | «Suffer Well» (Narcotic Thrust Vocal Dub Edit) | 4:46     |  |
| 3.                       | «Suffer Well» (Alter Ego Remix Edit)           | 4:35     |  |
| 4.                       | «Suffer Well» (M83 Remix)                      | 4:31     |  |
| 5.                       | «Suffer Well» (Metope Vocal Remix Edit)        | 4:24     |  |
| 6.                       | «Suffer Well» (Metope Remix Edit)              | 4:30     |  |

| Sire/Reprise Suffer Well |                                           |          |  |
| N.º                      | Título                                    | Duración |  |
| 1.                       | «Suffer Well» (Tiga Remix)                | 6:30     |  |
| 2.                       | «Suffer Well» (Narcotic Thrust Vocal Dub) | 6:43     |  |
| 3.                       | «Suffer Well» (Alter Ego Remix)           | 6:09     |  |
| 4.                       | «Suffer Well» (M83 Remix)                 | 4:31     |  |
| 5.                       | «Suffer Well» (Metope Vocal Remix)        | 6:28     |  |
| 6.                       | «Suffer Well» (Metope Remix)              | 6:52     |  |

## Vídeo promocional
"Suffer Well" fue dirigido por Anton Corbijn, quien no realizaba un video de Depeche Mode desde 1997 cuando dirigió "Useless", a mediados de diciembre de 2005 en California, siguiendo la aparición de Depeche Mode en el KROQ Almost Acoustic Christmas el 11 de diciembre de 2005. El vídeo empezó a salir al aire a principios de febrero. 
Este cuenta con cameos de la esposa de David Gahan y de Jonathan Kessler, el mánager de Depeche Mode, además de Martin Gore vestido como una novia, Andrew Fletcher como un novio y, de acuerdo a algunas interpretaciones, varias referencias a la batalla que David Gahan enfrentó contra su adicción a las drogas.
El video está disponible en la edición en DVD de "Suffer Well", en la compilación The Best of Depeche Mode Volume 1 en su edición en DVD y en Video Singles Collection de 2016.

## Listas y airplay
"Suffer Well" alcanzó el #38 en las listas del Modern Rock Tracks. Este alcanzó el #1 en las listas del Hot Dance Music/Club Play, es la séptima canción de la banda al estar en esa lista. Suffer Well "fue agregada a la lista de Xfm London el 27 de febrero de 2006. Sin embargo, no pudo hacer la lista de reproducción de cualquier estación de radio BBC. A pesar de esto, entró en las listas británicas en el #12, superando a "A Pain That I'm Used To"

## Versión Simlish
En diciembre de 2005, Gahan registró una pista de voz especial de la canción; con la ayuda de EA Games, las letras se trasladaron en "Simlish" (el idioma del juego The Sims 2), y más tarde apareció en The Sims 2: Open For Business como una de las nuevas canciones del juego.

## En directo
La canción fue interpretada solo durante los conciertos de la gira Touring the Angel, donde se intercalaba con el añejo éxito de 1986 Stripped. La interpretación era casi idéntica a la del álbum, aparentemente debido a una cierta complejidad para ejecutarla, sin embargo demostraba su buena recepción entre el público de DM.

## Lista de posiciones
| Lista (2006)                        | Mejor posición |
| ----------------------------------- | -------------- |
| Austrian Singles Chart              | 67             |
| Danish Singles Chart                | 1              |
| Finnish Singles Chart               | 6              |
| French Singles Chart                | 87             |
| German Singles Chart                | 13             |
| Italian Singles Chart               | 5              |
| Spanish Singles Chart               | 2              |
| Swedish Singles Chart               | 20             |
| Swiss Singles Chart                 | 66             |
| UK Singles Chart                    | 12             |
| US Billboard Hot Dance Club Play    | 1              |
| US Billboard Hot Modern Rock Tracks | 38             |